# Boris Tsygankov
Boris Dmitriyevich Tsygankov (tiếng Nga: Борис Дмитриевич Цыганков; sinh ngày 17 tháng 4 năm 1998) là một cầu thủ bóng đá người Nga thi đấu cho Torpedo Minsk theo dạng cho mượn từ Spartak Moskva.

## Sự nghiệp câu lạc bộ
Anh có màn ra mắt tại Giải bóng đá Quốc gia Nga cho F.K. Spartak-2 Moskva vào ngày 8 tháng 7 năm 2017 trong trận đấu với FC Sibir Novosibirsk.

## Quốc tế
Anh thi đấu cho Đội tuyển bóng đá U-17 quốc gia Nga tại Giải vô địch bóng đá U-17 châu Âu 2015 và Giải vô địch bóng đá U-17 thế giới 2015.